# Asianthrips borneoensis
Asianthrips borneoensis (лат.) — вид трипсов рода Asianthrips из семейства Phlaeothripidae (Thysanoptera).

## Распространение
Встречаются в Юго-Восточной Азии: остров Калиманатн (=Борнео), Индонезия.

## Описание
Мелкие коричневые насекомые (длина около 1—2 мм) с четырьмя бахромчатыми крыльями. От близких видов отличаются следующими признаками: III-й членик усиков с двумя чувствительными конусами-сенсориями. III членик усиков жёлтый, со слабой коричневой тенью, остальные членики равномерно коричневые. Все бёдра коричневые, одного цвета с телом, с желтоватыми крайними вершинами; передние и средние голени от светло-коричневых до коричневых, основания и вершины жёлтые, задние голени жёлтые, с бледно-коричневым оттенком посередине; все лапки жёлтые. Усики 8-члениковые, VIII членик сросшийся с VII члеником; сегмент III асимметричный; колокольчатые сенсиллы на II членике расположены вблизи вершины. Заднегрудной стерноплевральный шов отсутствует; мезопрестернум медиально сросся с мезоэустернумом, между этими пластинками с обеих сторон имеются швы. Брюшные тергиты II—VII с двумя парами удерживающих крыло щетинок.

## Классификация
Вид был впервые описан в 2022 году японскими энтомологами Shuji Okajima и Masami Masumoto (Laboratory of Entomology, Tokyo University of Agriculture, Ацуги, Канагава, Япония). Близок к видам Asianthrips dasycornis и Asianthrips vietnamensis.